# Siegfried Jacobsohn
Siegfried Jacobsohn (Berlino, 28 gennaio 1881 – Portbou, 3 dicembre 1926) è stato uno scrittore e critico teatrale tedesco.

## Biografia
Nato da una famiglia di origine ebraica lasciò gli studi senza terminarli nell'ottobre 1897 per poi frequentare la Humboldt-Universität zu Berlin (l'università più antica di Berlino). A quel tempo era possibile frequentarla senza avere avuto in precedenza alcun diploma.
Fra i suoi docenti Erich Schmidt, Ulrich von Wilamowitz-Moellendorff e Max Herrmann. Pochi anni dopo quando era ancora uno studente di tale università fu assunto da Hellmut von Gerlach come critico teatrale per la rivista di Berlino Die Welt am Montag. Fu il direttore della rivista teatrale Die Schaubühne a cui partecipò fra gli altri Kurt Tucholsky che porterà ad un rinnovamento della rivista in Weltbühne (da scena del teatro a scena del mondo) occupandosi di politica, arte e cultura. Il lavoro svolto continuò poi grazie a Carl von Ossietzky.
Come critico teatrale si oppose alle idee di Alfred Kerr. Inoltre Jacobson lavorò per numerosi periodici importanti all'epoca come Deutsche Montagszeitung, Frankfurter Nachrichten, Weser-Zeitung e Prager Presse.
Alla sua morte, avvenuta nel 1926, venne sepolto nel Cimitero Ovest di Stahnsdorf.

## Opere
- Das Theater der Reichshauptstadt, München: Albert Langen 1904.
- Max Reinhardt, Berlin: Erich Reiß 1910.
- Der Fall Jacobsohn, Berlin: Verlag der Schaubühne 1913.
- Die ersten Tage, Konstanz: Reuß & Itta Verlagsanstalt 1916.
- Das Jahr der Bühne, 10 Bde., Berlin: Oesterheld & Co. 1912-1920, Verlag der Weltbühne 1921.
- Max Reinhardt, 4. und 5. völlig veränderte Auflage, Berlin: Erich Reiß 1921.